# Hardangerbrua
Hardangerbrua (deutsch Die Hardangerbrücke) ist eine Hängebrücke über den Eidfjord in Norwegen.

## Bedeutung
Die Brücke ersetzt die Fährverbindung zwischen Brimnes und Bruravik und ist Teil der Riksveier bzw. Fylkesveier 7 und 13. Letztere ist eine wichtige Nord-Süd-Verbindung zwischen der Sognefjord-Region und Stavanger, erstere ist die kürzeste Verbindung zwischen Oslo und Bergen – allerdings ist die Hauptverbindung die Europastraße 16, da sie nicht über die Hardangervidda verläuft und somit wintersicher, aber 70 km länger ist. Vor Fertigstellung der Brücke im Jahr 2013 fuhren Fähren alle 20 bis 60 Minuten; die Überfahrt dauerte 10 Minuten.

## Dimensionen
Die Brücke hat eine Gesamtlänge von 1.380 m und eine lichte Höhe von 55 m. Wegen der großen Wassertiefe des Hardangerfjords (nahe der Brücke bis 500 m) müssen die 202,5 m hohen Pylonen an Land stehen, damit hat die Brücke eine Spannweite von 1.310 m und war bei Eröffnung die längste Brücke in Norwegen und weltweit auf Platz 10. Der Hardangerfjord ist tief genug für alle Schiffe, allerdings können wegen der lichten Höhe der Brücke keine großen Kreuzfahrtschiffe mehr in den inneren Hardangerfjord fahren.
Die Brücke hat zwei Fahrspuren mit einer Gesamtbreite von 7,5 m sowie einen Fuß-/Fahrradweg. An beiden Enden führt die Brücke direkt in Tunnel, in denen jeweils durch Kreisverkehre die auf der Brücke verbundenen Verkehrswege wieder getrennt werden.
Verbaut wurden 15.000 Tonnen Stahl, davon entfällt knapp die Hälfte auf die Tragseile, der Rest auf den Fahrbahnkasten. Außerdem wurden 22.400 Kubikmeter Beton verbaut, davon 13.000 Kubikmeter in den Pylonen, der Rest in den Verankerungen und Tunnelportalen.

## Vorgeschichte
Erste Planungen für die Brücke erfolgten bereits im Jahr 1969, als das Granvin-Initiativkomitee eine erste Skizze für eine Tunnelverbindung von Kjerland nach Vallavik und eine Hängebrücke über den östlichen Arm des Hardangerfjords vorstellte. Während der Vallaviktunnel bereits ab Anfang der 1980er Jahre gebaut und 1985 eröffnet wurde, sollten bis zum Bau der Brücke gut weitere 25 Jahre vergehen. Bei einer Abstimmung im norwegischen Parlament Storting im Juni 1996 wurde der Bau der Hardangerbrücke noch abgelehnt. Bei einer Wiedervorlage des Projekts im Februar 2006 jedoch wurde der Mautantrag im Storting dann genehmigt und die norwegische Straßenverwaltung Statens vegvesen konnte mit den Detailplanungen beginnen. Neben der eigentlichen Brücke über den Fjord umfassten diese Planungen auch Tunnelprojekte auf beiden Seiten des Fjords. Auf der Nordseite erfolgte die Anbindung an den bereits bestehenden Vallaviktunnel über einen etwa 750 Meter langen neuen Seitentunnel, der über einen unterirdischen Kreisverkehr an den Haupttunnel angebunden wurde. 

## Bau und Finanzierung
Baubeginn war am 26. Februar 2009. Am 7. Oktober 2009 begann der Bau der Pylonen; fertiggestellt waren sie im Mai 2011. Am 6. November 2011 begann das Luftspinnen der Tragseile. Am 17. August 2013 wurde die Brücke planmäßig dem Verkehr übergeben.
Die Brücke wurde von Statens vegvesen gebaut, die Kabelsattellager und die Befestigungen der Hänger stammen von Goodwin Steel Castings, der Fahrbahnträger von ZMPC in Shanghai und die Tragkabel von Bridon.
Die Kosten betrugen 2,3 Milliarden Norwegische Kronen. Die Finanzierung erfolgt, wie in Norwegen üblich, teilweise über eine zeitlich begrenzte Maut, derzeit 150 NOK. Der Mautfinanzierungsanteil beträgt dabei 62 %. Weitere 23 % der Finanzierung erfolgte aus lokalen Mitteln des Fylke Vestland, 12 % aus staatlichen Zuschüssen und die restlichen 3 % entsprechen den eingesparten Kosten für den vormaligen Fährbetrieb. 

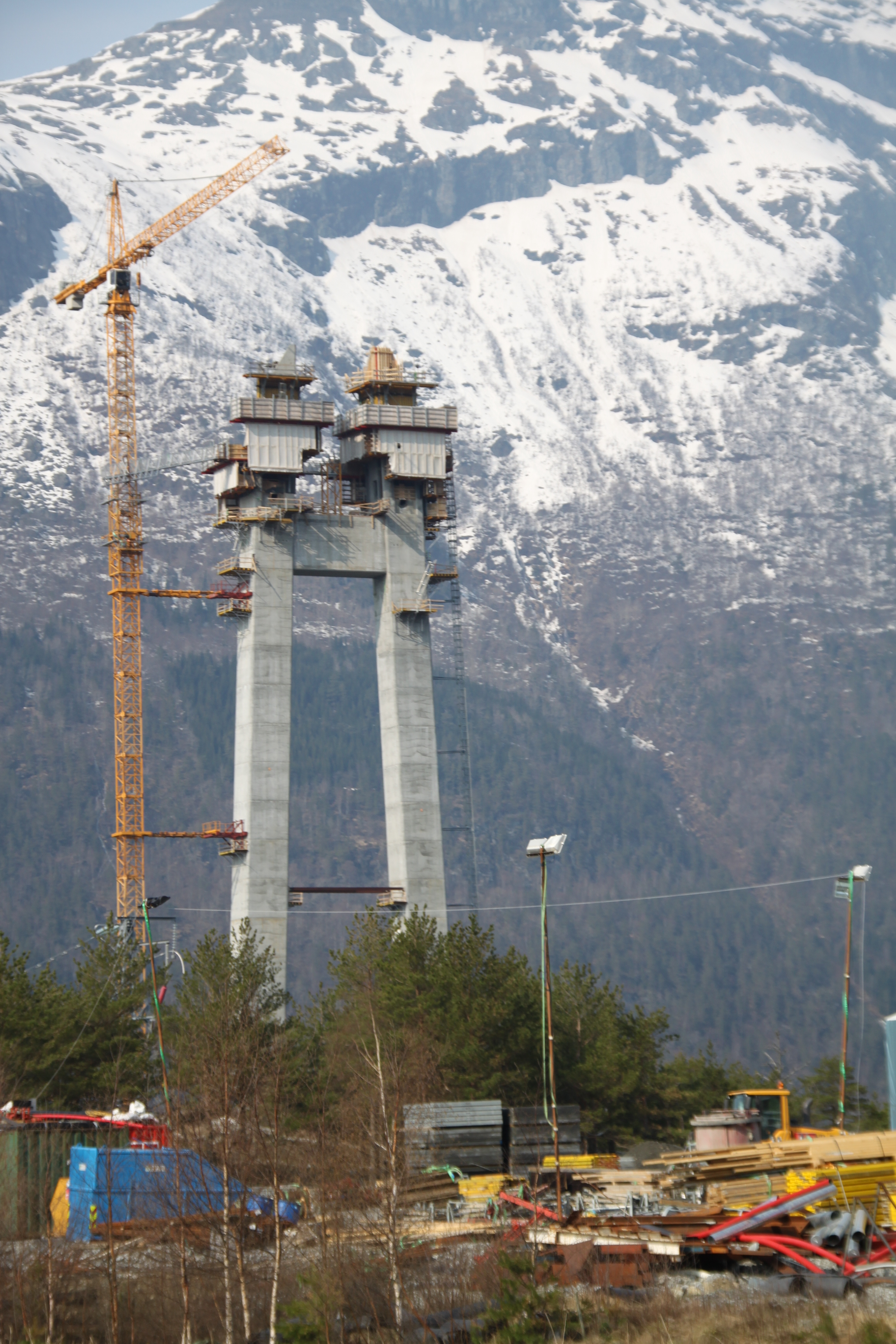
Hardangerbrücke im Bau, 20. April 2011
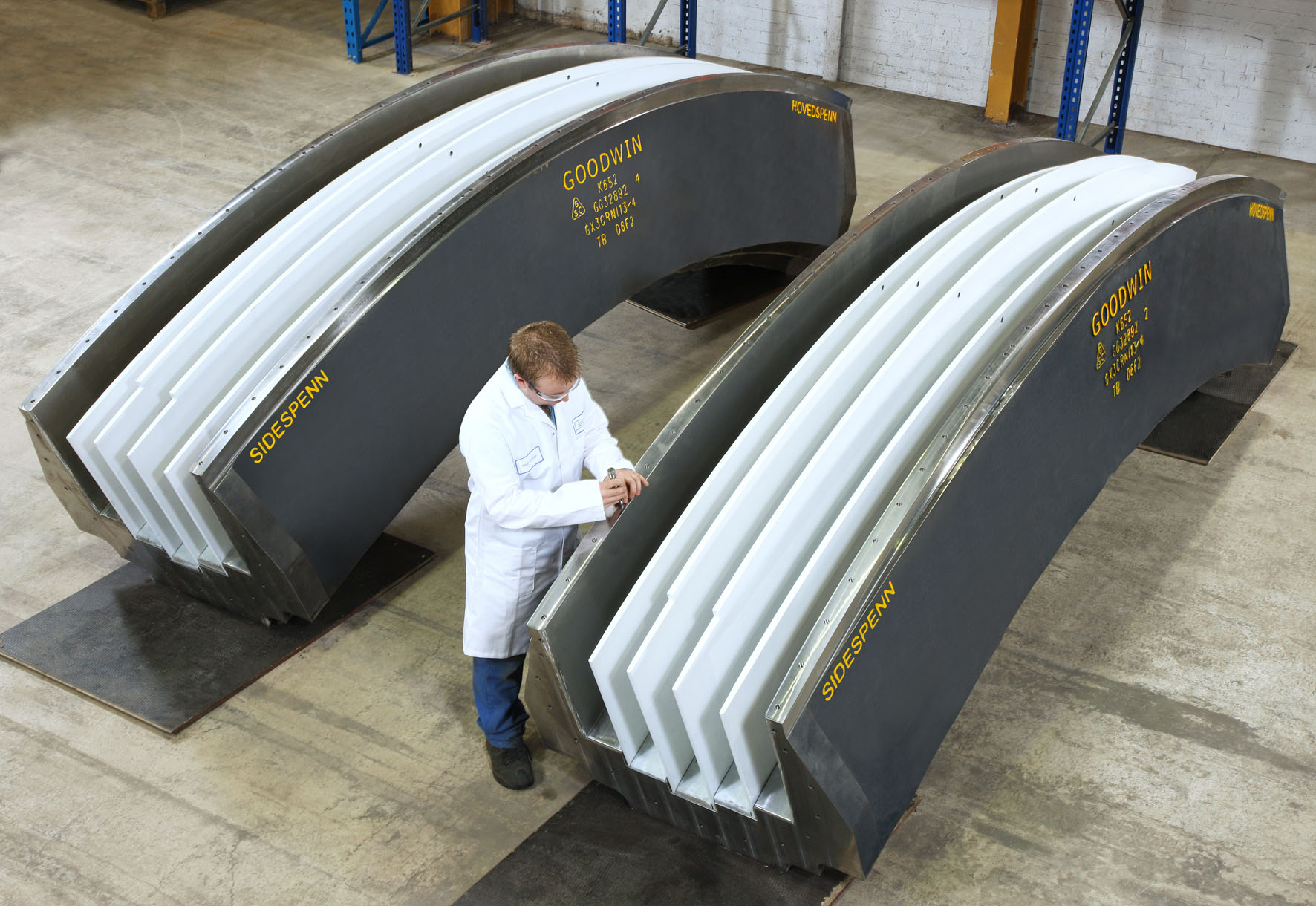
Kabelsattellager der Hardangerbrücke
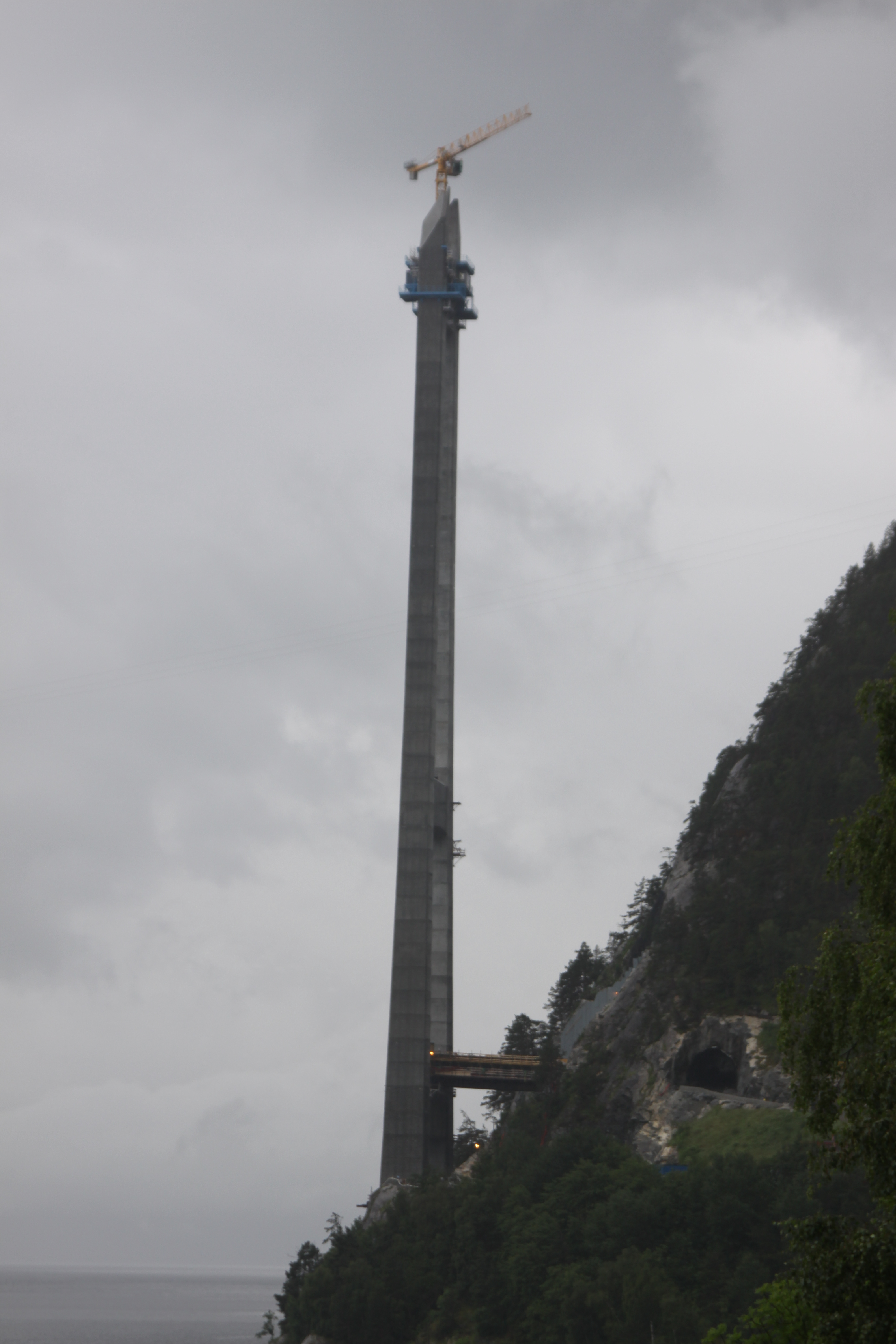
Pylonen der Hardangerbrücke im Bau
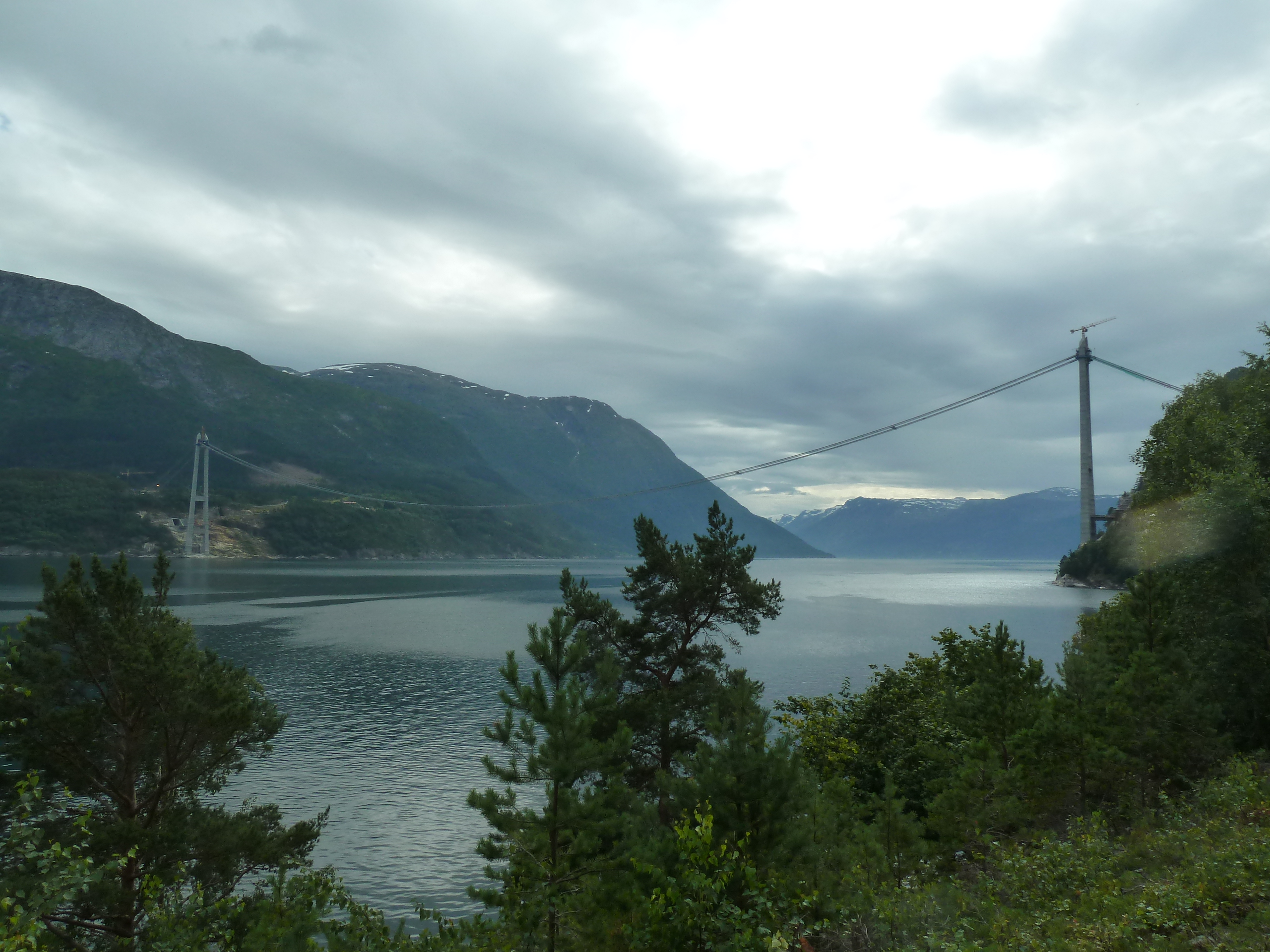
Hardangerbrücke im Bau, August 2012
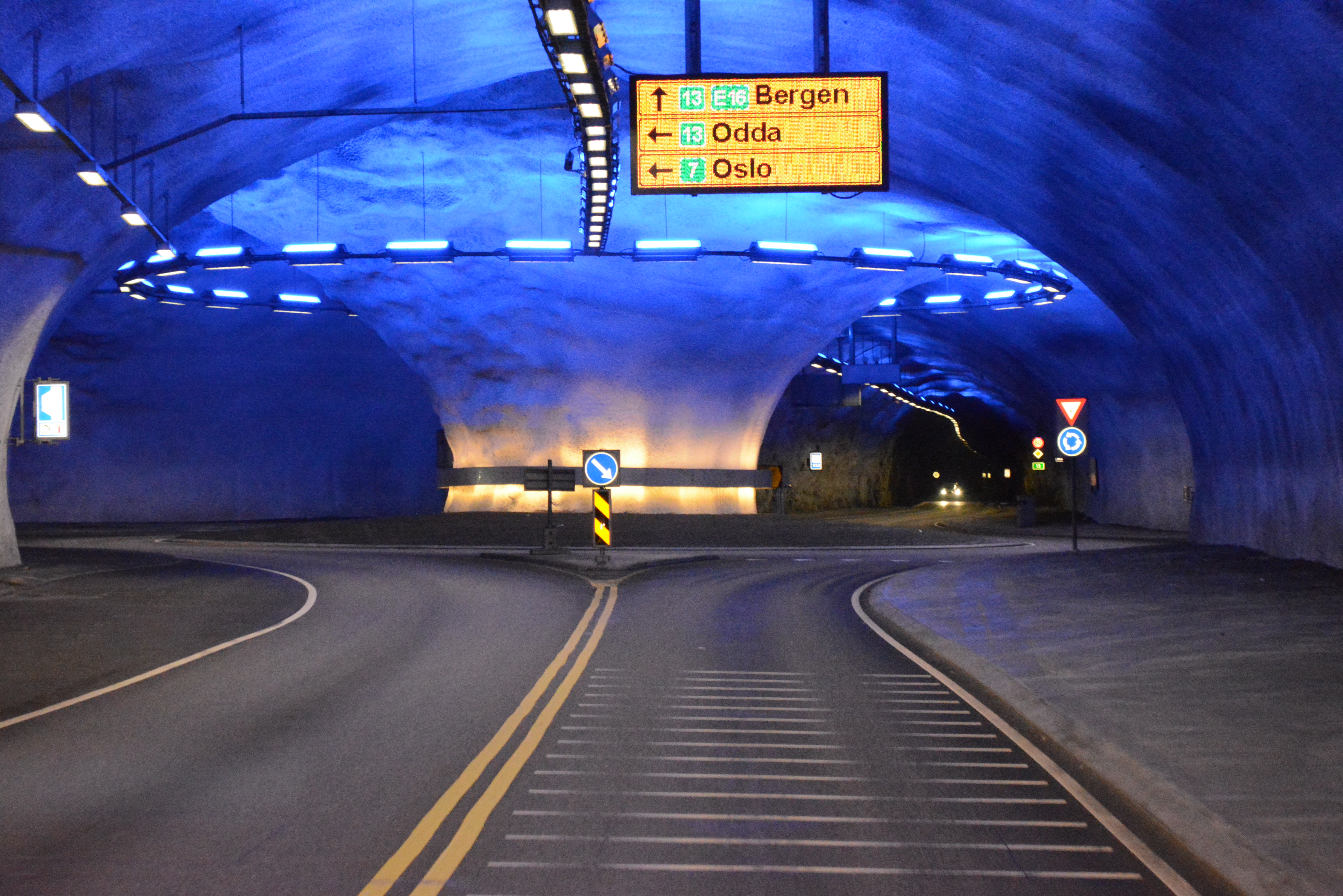
Kreisverkehr im Vallaviktunnel, Abfahrt zur Brücke

## Trivia
In dem norwegischen Fantasyfilm Mortal – Mut ist unsterblich aus dem Jahr 2020 findet eine zentrale Szene des Films auf der Hardangerbrücke statt. Sie wurde für die Dreharbeiten gesperrt.